# Grekland i olympiska sommarspelen 1960
Grekland deltog i de olympiska sommarspelen 1960 i Rom med en trupp bestående av 48 deltagare. Totalt vann de en medalj och slutade på tjugoförsta plats i medaljligan.

## Medaljer

### Guld
- Kronprins Konstantin, Odysseus Eskitzoglou och Georgios Zaïmis - Segling, dragonklass